# Почтовые марки России (2014)

Почтовые марки России (2014) — каталог знаков почтовой оплаты (марок, блоков, листов), введённых в обращение «Почтой России» в 2014 году.

## Список коммеморативных марок
Порядок следования элементов в таблице соответствует номеру по каталогу марок России на официальном сайте издатцентра «Марка», затем приведены номера по каталогу «Михель».

## Таблица
| № | Изображение | Описание | Номинал        | Дата        | Тираж                                     | Художник       | П      |
| --- | ----------- | --- | -------------- | ----------- | ----------------------------------------- | -------------- | ------ |
| 1778 (Mi #RU 2010) |             | 150 лет со дня рождения В. А. Стеклова (1864—1926), ученого | 15             | 9 января    | 420 000 28 000                            | Поварихин А.   | [ 3 ]  |
| 1779, 1780, 1781 (Mi #RU 2011), (Mi #RU 2012), (Mi #RU 2013) |             | Серия «Государственные награды Российской Федерации» - Орден Ушакова - Орден Жукова - Орден Кутузова | 25             | 31 января   | 280 000 40 000                            | Московец А.    | [ 4 ]  |
| 1782, 1783, 1784, 1785, 1786, 1787, 1788, 1789, 1790, 1791, 1792, 1793, 1794, 1795, 1796 (Mi #RU 1975II), (Mi #RU 1942II), (Mi #RU 1973II), (Mi #RU 1976I), (Mi #RU 1943II), (Mi #RU 1963II), (Mi #RU 1962II), (Mi #RU 1974II), (Mi #RU 1975II), (Mi #RU 1976II), (Mi #RU 1977II), (Mi #RU 1944II), (Mi #RU 1978II), (Mi #RU 1977II), (Mi #RU 1961II) |             | XXII Олимпийские зимние игры 2014 года в г. Сочи. Олимпийские зимние виды спорта - Биатлон - Бобслей - Горные лыжи - Кёрлинг - Лыжное двоеборье - Лыжные гонки - Прыжки на лыжах с трамплина - Санный спорт - Скелетон - Скоростной бег на коньках - Сноуборд - Фигурное катание - Фристайл - Хоккей на льду - Шорт-трек | 25             | 24 января   | 115 000                                   | Дробышев А.    | [ 5 ]  |
| 1797-1799 (Mi #RU BL198) |             | Почтовый блок — XXII Олимпийские зимние игры 2014 года в г. Сочи. Медали | 25, 50, 75     | 7 февраля   | 100 000                                   | Дробышев А.    | [ 6 ]  |
| 1797-1799 (тип II) (Mi #RU BL198 I) |             | Почтовый блок — XXII Олимпийские зимние игры 2014 года в г. Сочи. Медали. С надпечаткой текста на полях | 25, 50, 75     | 25 апреля   | 50 000                                    | Дробышев А.    | [ 7 ]  |
| 1800 (Mi #RU 2017) |             | Почтовый блок — 150 лет Московскому зоопарку | 40             | 13 февраля  | 85 000                                    | Комса Р.       | [ 8 ]  |
| 1801, 1802, 1803, 1804, 1805 (Mi #RU 2018), (Mi #RU 2019), (Mi #RU 2020), (Mi #RU 2021), (Mi #RU 2022) |             | Серия «Герои Российской Федерации» - Герой Российской Федерации М. Ю. Малофеев - Герой Российской Федерации А. В. Перов - Герой Российской Федерации А. Н. Рожков - Герой Российской Федерации А. А. Туркин - Герой Российской Федерации В. С. Чечвий | 15             | 21 февраля  | 215 000 43 000                            | Дробышев А.    | [ 9 ]  |
| 1806-1808 (Mi #RU BL198) |             | XI Паралимпийские зимние игры 2014 года в г. Сочи. Медали. | 25, 50, 75     | 7 марта     | 100 000                                   | Дробышев А.    | [ 10 ] |
| 1806-1808 (тип II) (Mi #RU BL198 I) |             | XI Паралимпийские зимние игры 2014 года в г. Сочи. Медали. С надпечаткой текста на полях | 25, 50, 75     | 7 марта     | 50 000                                    | Дробышев А.    | [ 11 ] |
| 1809 (Mi #RU 2026) |             | Почтовый блок — 100 лет со дня рождения А. М. Грицая (1914—1998), живописца | 50             | 7 марта     | 75 000                                    | Расторгуева М. | [ 12 ] |
| 1810, 1811, 1812, 1813 (Mi #RU 2027), (Mi #RU 2028), (Mi #RU 2029), (Mi #RU 2030) |             | Флора России. Полевые цветы - Иван-чай узколистный - Люпин многолистный - Цикорий обыкновенный - Ромашка лекарственная | 15             | 14 марта    | 180 000 45 000                            | Бетрединова Х. | [ 13 ] |
| 1814 (Mi #RU 2031) |             | 100 лет со дня рождения М. Л. Галлая (1914—1998), лётчика-испытателя | 15             | 28 марта    | 400 000 40 000                            | Комса Р.       | [ 14 ] |
| 1815 (Mi #RU 2032) |             | Почтовый блок — Совместный выпуск Российской Федерации и Республики Беларусь. «70 лет освобождению России, Белоруссии и Украины от немецко-фашистских захватчиков» | 50             | 18 апреля   | 85 000                                    | Ульяновский C. | [ 15 ] |
| 1816, 1817, 1818, 1819 (Mi #RU 2033), (Mi #RU 2034), (Mi #RU 2035), (Mi #RU 2036) |             | История авиации. Воздушные тараны - П. В. Еремеев (1911—1941) - Е. И. Зеленко (1916—1941) - Б. И. Ковзан (1922—1985) - А. С. Хлобыстов (1918—1943) | 15             | 18 апреля   | 280 000 40 000                            | Бельтюков В.   | [ 16 ] |
| 1820, 1821, 1822, 1823 (Mi #RU 2037), (Mi #RU 2038), (Mi #RU 2039), (Mi #RU 2040) |             | К 70-летию Победы в Великой Отечественной войне 1941—1945 гг. Серия «Оружие Победы. Артиллерия» - 45-мм противотанковая пушка (53-К) - 76-мм дивизионная пушка (ЗИС-3) - 85-мм зенитная пушка (52-К) - 122-мм гаубица (М-30) | 12, 15, 18, 20 | 25 апреля   | 450 000 55 000                            | Дробышев А.    | [ 17 ] |
| 1824 (Mi #RU 2041) |             | Выпуск по программе «Европа». Музыкальные инструменты | 18             | 30 апреля   | 480 000 40 000                            | Ульяновский C. | [ 18 ] |
| 1825, 1826 (Mi #RU 2043), (Mi #RU 2044) |             | Совместный выпуск Российской Федерации и Швейцарской Конфедерации. Архитектура. Башенные часы - Часы на башне Цитглогге в Берне - Часы, расположенные на здании Казанского вокзала в Москве | 15             | 21 мая      | 200 000 50 000                            | Ульяновский C. | [ 19 ] |
| 1827 (Mi #RU 2042) |             | 100 лет со дня рождения Я. Б. Зельдовича (1914—1987), физика-теоретика | 15             | 5 мая       | 405 000 27 000                            | Поварихин А.   | [ 20 ] |
| 1828 (Mi #RU 2047) |             | Россия. Регионы. Республика Крым | 15             | 19 июня     | 450 000                                   | Бельтюков В.   | [ 21 ] |
| 1829 (Mi #RU 2048) |             | Россия. Регионы. Севастополь | 15             | 20 июня     | 450 000                                   | Бельтюков В.   | [ 22 ] |
| 1830 (Mi #RU 2045Ax) |             | Культурно-исторический памятник «Башня Согласия» в г. Магасе | 15             | 4 июня      | 288 000 32 000                            | Дробышев А.    | [ 23 ] |
| 1831 (Mi #RU 2046) |             | Почтовый блок — 300 лет Санкт-Петербургскому почтамту | 50             | 10 июня     | 75 000                                    | Иванова O.     | [ 24 ] |
| 1832 (Mi #RU 2049) |             | Почтовый блок — 250 лет основанию Государственного Эрмитажа | 50             | 20 июня     | 75 000                                    | Ульяновский C. | [ 25 ] |
| 1833 (Mi #RU 2051) |             | 100 лет заводу «Баррикады» | 15             | 26 июня     | 270 000 30 000                            | Поварихин А.   | [ 26 ] |
| 1834 (Mi #RU 2052) |             | 100-летие единения России и Тувы | 15             | 27 июня     | 279 000 31 000                            | Комса Р.       | [ 27 ] |
| 1835 (Mi #RU 2053) |             | 100 лет со дня рождения В. Н. Челомея (1914—1984), ученого | 15             | 27 июня     | 420 000 28 000                            | Поварихин А.   | [ 28 ] |
| 1836 (Mi #RU 2050) |             | Герб города Сергиева Посада | 10             | 24 июня     | 1 020 000                                 | Поварихин А.   | [ 29 ] |
| 1837 (Mi #RU 2055) |             | Серия «Государственные награды Российской Федерации». Золотая медаль «Герой Труда Российской Федерации» | 25             | 7 июля      | 280 000 40 000                            | Московец А.    | [ 30 ] |
| 1838, 1839, 1840, 1841 (Mi #RU 2056), (Mi #RU 2057), (Mi #RU 2058), (Mi #RU 2059) |             | Серия «Медали за оборонительные бои» 1941—1942 гг. - Медаль «За оборону Ленинграда» - Медаль «За оборону Севастополя» - Медаль «За оборону Сталинграда» - Медаль «За оборону Москвы» | 25             | 7 июля      | 280 000 40 000                            | Московец А.    | [ 31 ] |
| 1842 (Mi #RU 2060) |             | Совместный выпуск Российской Федерации и Республики Болгария. Традиции и современность | 15             | 7 июля      | 405 000 27 000                            | Бетрединова Х. | [ 32 ] |
| 1843 (Mi #RU 2054) |             | Почтовый блок — Байкало-Амурская железнодорожная магистраль | 40             | 2 июля      | 75 000                                    | Дробышев А.    | [ 33 ] |
| 1844 (Mi #RU 2066) |             | Почтовый блок — 300 лет победе русского флота в Гангутском морском сражении | 50             | 1 августа   | 75 000                                    | Поварихин А.   | [ 34 ] |
| 1845 (Mi #RU 2061) |             | Политические деятели Латинской Америки. Уго Рафаэль Чавес Фриас | 15             | 28 июля     | 420 000 28 000                            |                | [ 35 ] |
| 1846, 1847, 1848, 1849 (Mi #RU 2067), (Mi #RU 2068), (Mi #RU 2069), (Mi #RU 2070) |             | Фауна России. Дикие кошки - Манул - Лесной кот - Амурский кот - Камышовый кот | 15, 16, 17, 18 | 1 августа   | 104 000 52 000                            | Комса Р.       | [ 36 ] |
| 1850, 1851, 1852, 1853 (Mi #RU 2071), (Mi #RU 2072), (Mi #RU 2073), (Mi #RU 2074) |             | Серия «Медали за оборонительные бои» 1941—1942 гг. - Медаль «За оборону Кавказа» - Медаль «За оборону Киева» - Медаль «За оборону Одессы» - Медаль «За оборону Советского Заполярья» | 25             | 8 августа   | 280 000 40 000                            | Московец А.    | [ 37 ] |
| 1854, 1855 (Mi #RU 2076), (Mi #RU 2077) |             | Морской флот России - Многофункциональное ледокольное судно «Витус Беринг» - Буксир «Садко» | 15             | 26 августа  | 296 000 37 000                            | Дробышев А.    | [ 38 ] |
| 1856, 1857, 1858, 1859 (Mi #RU 2062), (Mi #RU 2063), (Mi #RU 2064), (Mi #RU 2065) |             | Серия «История Первой мировой войны» - Брусиловский прорыв июнь-август 2016 г. - Оборона крепости «Осовец» сентябрь 2014 г. — август 1915 г. - Русский экспедиционный корпус 1916—1918 гг. - Эрзурумская операция январь — март 1916 г. | 20             | 31 июля     | 363 000 33 000                            | Московец А.    | [ 39 ] |
| 1860 (Mi #RU 2075) |             | 100 лет городу Кызылу | 15             | 22 августа  | 405 000 27 000                            | Бетрединова Х. | [ 40 ] |
| 1861, 1862, 1863, 1864, 1865, 1866 (Mi #RU 2078), (Mi #RU 2079), (Mi #RU 2080), (Mi #RU 2081), (Mi #RU 2082), (Mi #RU 2083) |             | Города воинской славы - Анапа - Владивосток - Ковров - Колпино - Старый Оскол - Тихвин | 20             | 28 августа  | 75 000                                    | Бельтюков В.   | [ 41 ] |
| 1867 (Mi #RU 2084) |             | 75 лет победе советско-монгольских войск над японскими агрессорами | 15             | 28 августа  | 279 000 31 000                            | Комса Р.       | [ 42 ] |
| 1868 (Mi #RU 2066) |             | 450 лет книгопечатанию в России | 15             | 3 сентября  | 360 000 30 000                            | Федулов А.     | [ 43 ] |
| 1869 (Mi #RU 2062) |             | Почтовый блок — Всемирное культурное наследие России. Церковь Вознесения Господня в Коломенском | 45             | 5 сентября  | 75 000                                    | Лысцева М.     | [ 44 ] |
| 1870, 1871, 1872, 1873 (Mi #RU 2067), (Mi #RU 2068), (Mi #RU 2069), (Mi #RU 2070) |             | История российского мундира. Продолжение серии. Форменное обмундирование сотрудников отрасли связи России - Дьяк Ямского приказа и почтарь. 1671 г. - Почтарь и обер-офицер ямской канцелярии. 1767 г. - Начальник почты и телеграфистка (1870) - Почтальон и оператор связи. 1950 г. | 15             | 1 сентября  | 336 000 42 000                            | Ульяновский C. | [ 45 ] |
| 1874 (Mi #RU 2073) |             | Почтовый блок — 700 лет со дня рождения преподобного Сергия Радонежского (ок. 1314—1392) | 70             | 16 сентября | 85 000                                    | Ульяновский C. | [ 46 ] |
| 1875 (Mi #RU 2077) |             | Главный центр специальной связи | 18             | 18 сентября | 375 000 25 000                            | Дробышев А.    | [ 47 ] |
| 1876 (Mi #RU 2093) |             | Почтовый блок — Гербы субъектов и городов Российской Федерации. Краснодарский край | 50             | 25 сентября | 75 000                                    | Московец А.    | [ 48 ] |
| 1877 (Mi #RU 2094) |             | Совместный выпуск Администраций связи стран — членов РСС. Зимние виды спорта | 20             | 7 октября   | 312 000 39 000                            | Ульяновский C. | [ 49 ] |
| 1878, 1879 (Mi #RU 2095), (Mi #RU 2096) |             | Совместный выпуск Российской Федерации и Корейской Народно-Демократической Республики. Птицы - Скопа - Ястреб-перепелятник | 18, 15         | 12 октября  | 150 000                                   | Шушлебина О.   | [ 50 ] |
| 1880 (Mi #RU 2097) |             | Чемпионат мира по кольцевым автогонкам «Формула-1». Гран-при России | 15             | 12 октября  | 320 000 40 000                            | Ульяновский C. | [ 51 ] |
| 1881 (Mi #RU 2098) |             | Почтовый блок — 200 лет со дня рождения М. Ю. Лермонтова (1814—1841), поэта, писателя | 50             | 15 октября  | 85 000                                    |                | [ 52 ] |
| 1882 (Mi #RU 2099) |             | Герб города Сочи | 15             | 21 октября  | 1 740 000                                 | Поварихин А.   | [ 53 ] |
| 1883 (Mi #RU 2100) |             | Кавалеры ордена Святого апостола Андрея Первозванного. М. Т. Калашников (1919—2013), конструктор стрелкового оружия | 15             | 24 октября  | 374 000 34 000                            | Дробышев А.    | [ 54 ] |
| 1884 (Mi #RU 2101) |             | Полный кавалер ордена «За заслуги перед Отечеством» Г. П. Вишневская (1926—2012), оперная певица, народная артистка СССР | 15             | 24 октября  | 462 000 33 000                            | Московец А.    | [ 55 ] |
| 1885, 1886, 1887 (Mi #RU 2102), (Mi #RU 2103), (Mi #RU 2104) |             | Почтовый блок — Императорское Православное Палестинское Общество - Святая преподобномученица великая княгиня Елизавета Федоровна - Знак Императорского Православного Палестинского общества - Сергиевское подворье. Иерусалим | 60             | 29 октября  | 70 000                                    | Никонов В.     | [ 56 ] |
| 1888, 1889, 1890 (Mi #RU 2103), (Mi #RU 2104), (Mi #RU 2105) |             | Фауна России. Дикие кошки - Снежный барс - Дальневосточный леопард - Амурский тигр | 15, 18, 20     | 7 ноября    | 172 000 43 000                            | Комса Р.       | [ 57 ] |
| 1891 (Mi #RU 2106) |             | 100 лет со дня рождения Г. Н. Бабакина (1914—1971), конструктора космических комплексов | 15             | 13 ноября   | 435 000 29 000                            | Поварихин А.   | [ 58 ] |
| 1892 (Mi #RU 2109) |             | Почтовый блок — Чемпионат мира по футболу FIFA 2014 в Бразилии™ | 50             | 25 ноября   | 100 000                                   | Капранов С.    | [ 59 ] |
| 1893 (Mi #RU 2110) |             | Государственный природный биосферный заповедник «Керженский». К 60-летию вступления России в ЮНЕСКО | 15             | 25 ноября   | 360 000 30 000                            | Дробышев А.    | [ 60 ] |
| 1894, 1895, 1896, 1897 (Mi #RU 2111), (Mi #RU 2112), (Mi #RU 2113), (Mi #RU 2114) |             | Декоративно-прикладное искусство России. Наличники - Нижегородская область - Псковская область | 20             | 28 ноября   | по110 000каждогосюжета(55 000квартблоков) | Бетрединова Х. | [ 61 ] |
| 1898 (Mi #RU 2115) |             | Почтовый блок — Гербы субъектов и городов Российской Федерации. Тверская область | 50             | 2 декабря   | 75 000                                    | Московец А.    | [ 62 ] |
| 1899, 1900 1901 (Mi #RU 2116), (Mi #RU 2117), (Mi #RU 2118) |             | Выдающиеся юристы России - Ф. Ф. Мартенс (1845—1909) - С. А. Муромцев (1850—1910) - П. И. Ягужинский (1683—1736) | 15             | 3 декабря   | 288 000 36 000                            | Дробышев А.    | [ 63 ] |
| 1902, 1903, 1904, 1905, 1906, 1907 (Mi #RU 2119), (Mi #RU 2120), (Mi #RU 2121), (Mi #RU 2122), (Mi #RU 2123), (Mi #RU 2124) |             | Современное искусство России На почтовых марках 2014 года изображены работы художников Студии М. Б. Грекова: - Памятник А. Невскому в г. Санкт-Петербурге скульптора А. И. Игнатова (2013 г.) - Картина «Весна в Коломенском» И. П. Крившинко (2002 г.) - Картина «Сирень» П. В. Минеевой (2010 г.) - Картина «Победа Пересвета» П. В. Рыженко (2005 г.) - Картина «Близ Радонежа. Река Воря» А. К. Сытова (2005 г.) - Картина «Стены Псковского кремля» С. Н. Трошина (2011 г.) | 15             | 12 декабря  | 228 000 38 000                            | Иванова O.     | [ 64 ] |
| 1908 (Mi #RU 2125) |             | С Новым годом! | 15             | 12 декабря  | 792 000 66 000                            | Комса Р.       | [ 65 ] |

## Комментарии
1. ↑  Ниже приведён перечень коммеморативных марок (с возможностью сортировки по номиналу, тиражу).